# Mamino
Mamino (prononciation : [maˈminɔ]) est un village polonais de la gmina de Sypniewo dans le powiat de Maków de la voïvodie de Mazovie dans le centre-est de la Pologne.
Il se situe à environ 4 kilomètres au nord de Sypniewo (siège de la gmina), 25 kilomètres au nord-est de Maków Mazowiecki (siège du powiat) et à 95 kilomètres au nord de Varsovie (capitale de la Pologne).
Le village possède approximativement une population de 395 habitants en 2006.

## Histoire
De 1975 à 1998, le village appartenait administrativement à la voïvodie d'Ostrołęka.